# Chiasma (anatomia)
Il chiasma (o chiasmo) ottico è quella zona del cervello dove si assiste a un parziale incrocio (decussazione) tra le fibre nervose costituenti i nervi ottici (conosciuti anche come 2º paio di nervi cranici). Il nervo ottico è la continuazione degli assoni delle cellule gangliari della retina. Non appena il nervo ottico lascia la retina si dirige in direzione del chiasma ottico nell'emisfero controlaterale rispetto all'occhio d'origine. Il chiasma ottico si trova nella parte inferiore del cervello immediatamente sotto l'ipotalamo.

## Etimologia
Il termine deriva dal greco χιασμός, che significa "disposizione a forma di chi" (connesso a χιάζειν, "dare forma di chi"), dal nome della ventiduesima lettera dell'alfabeto greco, detta chi (χ).

## Anatomia
Il chiasma dei nervi ottici, situato nella cavità cranica in prossimità della linea mediana, è formato dall'unione delle fibre nervose di entrambi i nervi ottici. È localizzato sopra il diaframma della sella, una porzione di dura madre che riveste la sella turcica dell'osso sfenoide, dove è situata l'ipofisi, e forma una porzione del pavimento del terzo ventricolo.
Giunte in corrispondenza del chiasma, la metà mediale delle fibre dei due nervi ottici, provenienti dalla porzione mediale (o nasale) della retina e veicolanti le immagini provenienti dalla metà laterale del campo visivo, si incrocia con quella del lato opposto.
Queste fibre si associano a quelle della metà laterale del nervo ottico del lato opposto, che non decussano e formano i tratti ottici, che fuoriescono posteriormente al chiasma. Ciascun tratto ottico, dopo aver attraversato il talamo e il corpo genicolato laterale, diviene la radiazione ottica che finalmente si porta alla corteccia visiva, situata nel lobo cerebrale occipitale e deputata a centro visivo, ovvero all'interpretazione dei segnali elettrici prodotti dalla stimolazione luminosa della retina.

## Patologia
Stanti gli stretti rapporti di vicinanza tra ipofisi, terzo ventricolo e chiasma ottico, numerosi e diversi processi patologici a carico di una di queste formazioni possono comportare una compressione del chiasma causando così alterazioni della visione. Tra i responsabili possono esserci tumori ipofisari, malformazioni artero-venose (MAV), meningiomi e condizioni che portino all'aumento della pressione del liquido cefalorachidiano nel terzo ventricolo.
Per la particolare disposizione anatomica descritta, le lesioni nervose provocano tipologie caratteristiche di perdita della vista in relazione alla parte di vie ottiche coinvolta. Mediante un test del campo visivo il medico può quindi determinare con ragionevole precisione a che punto delle vie ottiche sia localizzato il problema.
Una compressione della regione mediana del chiasma ottico può venir a determinare un'emianopsia bitemporale, ovvero la cecità per le due metà laterali del campo visivo, in conseguenza del coinvolgimento delle fibre nervose provenienti dalla metà mediale di ciascuna retina. Se la compressione coinvolge le parti laterali del chiasma ottico, evento comunque molto più raro rispetto alla situazione precedente, vengono a essere coinvolte solo le fibre che non si incrociano e che provengono dalla metà laterale della retina, ovvero dal settore temporale della retina che riceve le immagini provenienti dalla metà nasale del campo visivo, provocando un'emianopsia binasale, cioè cecità delle due metà mediali del campo visivo.

## Galleria d'immagini

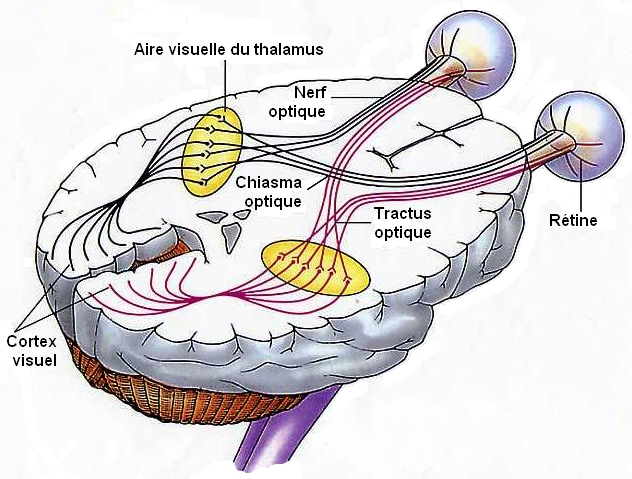
Dall'occhio alla corteccia visiva.
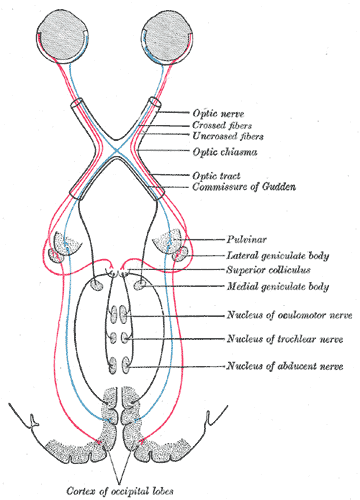
Schema delle vie ottiche comprese tra le due retine e la corteccia visiva.
Principi di proiezione delle vie ottiche: [1]inversione dell'immagine operata dall'occhio (su/giù e sinistra/destra) [2] incrocio delle fibre dell'emiretina nasale e proiezione sullo stesso lato delle fibre dell'emiretina temporale.